# Китач, Гавриил Макарович
Китач Гавриил Макарович (19 марта [1 апреля] 1906, Трубайцы, Полтавская губерния — 7 октября 1969, Кривой Рог, Днепропетровская область) — советский учёный в области горного дела, горный инженер. Доктор технических наук (1968), профессор (1968).

## Биография
Родился 19 марта (1 апреля) 1906 года в селе Трубайцы (ныне — Хорольский район, Полтавская область, Украина).
В 1930 году окончил Днепропетровский горный институт. Трудовую деятельность начал на горных предприятиях Криворожья и Урала. На Урале работал в Высокогорском рудоуправлении. Член КПСС с 1943 года.
В 1953—1957 годах — главный инженер Южного горно-обогатительного комбината в Кривом Роге.
В 1957—1969 годах — заведующий кафедрой шахтного строительства в Криворожском горнорудном институте: доцент, профессор. В 1966 году защитил докторскую диссертацию «Исследование основ криворожского метода многорядного короткозамедленного взрывания и разработка метода расчёта параметров взрыва».
Умер 7 октября 1969 года в Кривом Роге.

## Научная деятельность
Основными направлениями научных исследований Гавриила Макаровича были:
- разработка теории измельчения руды при многорядном краткозамедленном подрыве и методов подрыва горных пород при высоких уступах в карьерах;
- способы минного отбоя полезных ископаемых на подземных рудниках.

### Публикации
- Факторы, предопределившие высокую степень дробления породы на горно-обогатительных комбинатах Кривбасса // Горный журнал. — 1964. — № 9;
- Аналитический метод определения параметров взрыва при больших высотах уступа // Взрывное дело 57/14. — 1965.

Внёс большой вклад в развитие горного дела на Урале.

## Награды
- Государственная премия УССР в области науки и техники (13 декабря 1983) — за разработку и широкое промышленное внедрение прогрессивной циклично-поточной технологии на железорудных карьерах Кривбасса[3].